# Bonasa
Bonasa és un gènere d'ocells de la subfamília dels tetraonins (Tetraoninae), dins la família dels fasiànids (Phasianidae).

## Taxonomia
Hi ha controvèrsia sobre la classificació dins aquest gènere, ja que hi ha autors que consideren l'existència de tres espècies, de distribució holàrtica, mentre altres inclouen les dues paleàrtiques al gènere Tetrastes, deixant com única espècie del gènere al grèvol crestat (Bonasa umbellus).